# Герб Маневицького району
Герб Мане́вицького райо́ну — офіційний символ Маневицького району Волинської області, затверджений 21 листопада 2000 року сесією Маневицької районної ради.

## Опис герба
Герб Маневицького району є відображенням природних особливостей краю. Герб району має форму щита у формі чотирикутника з півколом в основі і співвідношенням сторін 3:4. Головним елементом герба у серцевині щита є зображення на блакитному його тлі трьох ялин, що символізує основне багатство району. У главі щита зображення лелеки — символу любові, щастя і вірності, який завжди повертається до рідного краю. У підніжжя — золотисте колосся, що відображає основу життєвого достатку жителів району.